# Rolf Barth (Schriftsteller)
Rolf Barth (geb. 1950 in Bad Kreuznach) ist ein deutscher Theaterwissenschaftler, Theatermacher, Dozent, Drehbuch- und Kinderbuchautor.

## Leben
Rolf Barth absolvierte eine Ausbildung zum Bankkaufmann und studierte an der Freien Universität Berlin Theaterwissenschaft, Germanistik und Politologie. Seit 1980 lehrte er Theater- und Kulturgeschichte an der Freien Universität Berlin, der Ruhr-Universität Bochum und dem Institut für Filmwissenschaft der Johannes Gutenberg-Universität Mainz. Außerdem arbeitete Barth als Autor für Rundfunkanstalten sowie für das freie Theater. Seit 1995 ist er als Drehbuch- und Konzeptautor für verschiedene Auftraggeber tätig mit den Schwerpunkten Serienentwicklung, historische Stoffe und Projekte für Kinder.
Von 1983 bis 2009 betrieb Barth ein Zauber-Mitmach-Theater. Er spielte sowohl in seinem Haus in Berlin-Kreuzberg, wie auch mobil auf anderen Bühnen. 2006 gründete er den Kinderbuchverlag Traumsalon edition, für den er publiziert. Er entwickelte die Helferfigur für Kinder „Herr Wolke“, die sowohl auf Bühnen als auch in Büchern auftritt. Als Herr Schreiberling gastiert er mit seinem 2010 gegründeten animativen Lesetheater Wolkenzauber im deutschsprachigen Raum.

## Werke

### Kinderbücher
- Herr Wolke und der 1. FC Toby. Traumsalon Edition, Berlin 2006, ISBN 3-938625-25-2.
- Herr Wolke und Dorles Oma: Eine Geschichte für das Leben. Traumsalon Edition, Berlin 2008, ISBN 978-3-938625-55-2.
- Am Wochenende ist Marie bei Papa. Traumsalon Edition, Berlin 2009, ISBN 978-3-938625-56-9.
- Herr Wolke und seine Freunde. Traumsalon Edition, Berlin 2010, ISBN 978-3-938625-96-5.
- Herr Wolke und sein Freund Alfons: Zimt, Tomaten und Piraten. Illustrationen von Endai Hüdl, Traumsalon Edition, Berlin 2010, ISBN 978-3-938625-95-8.
- Herr Wolke und sein Freund Alfons: Beduinen, Reis und Kardamom. Illustrationen von Endai Hüdl, Traumsalon edition, Berlin 2011, ISBN 978-3-86327-000-1.
- Quastel und die Schweinestadt. Edition Vespüne & Christian Schnedler Verlag, Berlin 1984, ISBN 3-9800812-2-2.
- Sumsefitz feiert Geburtstag. Traumsalon edition, Berlin 2005, ISBN 3-9808124-0-5.
- Nils Nilpferd: Zeig mir die Welt. Wem gehört das Vogelbaby? Traumsalon edition, Berlin 2004, ISBN 3-938625-26-0.
- Kommissar Kribbel. Traumsalon edition, Berlin 2008, ISBN 978-3-938625-41-5.
- Spring über deinen Schatten, Jonas!. Traumsalon edition, Berlin 2007, ISBN 978-3-938625-42-2.
- Herr Wolke & sein Freund Alfons: Vanille, Nudeln & ein Geistesblitz. Traumsalon edition, Berlin 2012, ISBN 978-3-86327-023-0.
- Herr Wolkes Zauberschule. Traumsalon edition, Berlin 2013, ISBN 978-3-944831-29-9.
- Herr Wolke und das magische Traum-Zauber-Salz. Traumsalon edition, Berlin 2013, ISBN 978-3-944831-28-2.
- Herr Wolke und der Bewegungskaiser. Traumsalon edition, Berlin 2014, ISBN 978-3-944831-13-8.
- Herr Wolke Lese-Rätsel-Ausmalbuch. Traumsalon edition, Berlin 2015, ISBN 978-3-944831-14-5.
- Unterwegs mit der Eisenbahn, Carlsen Verlag, 2015, ISBN 978-3-551-22061-5.
- Herr Wolke Ein Fall fürs Alphabet. Traumsalon edition, Berlin 2016, ISBN 978-3-944831-15-2.
- Herr Wolke – Keine Angst, Tim! Traumsalon edition, Berlin 2017, ISBN 978-3-944831-17-6.
- Mein Andersopa. Hanser Verlag, München 2018, ISBN 978-3-446-26057-3.

### TV-Projekte
- Rote Rosen. ARD, Studio Hamburg (Serienwerft): Script Editor
- Lena – Melodie des Herzens. ZDF / Wiedemann & Berg, München: Konzept und Serienentwicklung, Drehbücher
- Eine wie keine. SAT 1, Phoenix-Film / Grundy UFA: Mitarbeit am Konzept, Chefautor, Drehbücher
- Bianca – Wege zum Glück. ZDF / Grundy UFA: Storyliner, Autor, Editor
- Tessa – Leben für die Liebe. ZDF / Grundy UFA: Storyliner, Autor, Editor
- Klinikum Berlin Mitte. SAT.1 / Phoenix Film: Headwriter (3. Staffel), mehrere Drehbücher und Bearbeitungen
- Alphateam. SAT.1, Studio Hamburg: mehrere Drehbücher und Bearbeitungen
- Donky. (Animationsserie): Headwriter
- Pilotfilm Donky und das magische Amulett von Burg Satzwey und mehrere Drehbücher
- Küstenwache. ZDF, Opal Film
- Mia & me. Hahnfilm, Mitarbeit am Konzept
- Hallo, Onkel Doc. SAT.1 / Rhewes Filmproduktion
- Für alle Fälle Stefanie: Verhängnisvoller Wurf. SAT.1, Otto Meisner
- Parkhotel Stern. SAT.1 / Rhewes Filmproduktion: „Der Fakir“

### Theaterstücke / Musicals
- „Brander & Brandner“, Komödie, Verlag Bunte Bühne, Wien
- „Sumpfblüten“, Musical, Uraufführung Berlin 2004
- „Ick wundre mir über jarnischt mehr“, Komödie, Auftragsproduktion, Senat von Berlin
- Diverse Familienshows für Legoland Deutschland
- Mehrere Theaterstücke und Shows für die Figur „Herr Wolke“